# 大相撲平成24年1月場所
大相撲平成24年1月場所(おおずもうへいせい24ねん1がつばしょ)は、2012年1月8日(日)から1月22日(日)まで両国国技館で開催された大相撲本場所。
幕内最高優勝は、大関・把瑠都凱斗（14勝1敗・初）

## 場所前の話題など
番付発表は2011年（平成23年）12月21日。
前場所後に3場所32勝で大関昇進を果たした稀勢の里の取組が期待される場所であった。
元大関の雅山が、2007年1月場所以来29場所ぶりの三役復帰を果たした。元大関が十両陥落後に三役復帰するのは史上初のことである。

## 番付・星取表
| 東       | 成績      | 結果   | 番付   | 西         | 成績    | 結果   |
| -------- | --------- | ------ | ------ | ---------- | ------- | ------ |
| 白鵬     | 12勝3敗   |        | 横綱   |            |         |        |
| 把瑠都   | 14勝1敗   | 優勝   | 大関   | 琴奨菊     | 8勝7敗  |        |
| 琴欧洲   | 10勝5敗   |        | 大関   | 日馬富士   | 11勝4敗 |        |
|          |           |        | 大関   | 稀勢の里   | 11勝4敗 |        |
| 鶴竜     | 10勝5敗   | 殊勲賞 | 関脇   | 豊ノ島     | 5勝10敗 |        |
| 雅山     | 3勝12敗   |        | 小結   | 若荒雄     | 5勝10敗 |        |
| 豪風     | 4勝11敗   |        | 前頭1  | 安美錦     | 9勝6敗  |        |
| 隠岐の海 | 4勝11敗   |        | 前頭2  | 豪栄道     | 6勝9敗  |        |
| 北太樹   | 2勝13敗   |        | 前頭3  | 髙安       | 6勝9敗  |        |
| 豊真将   | 7勝8敗    |        | 前頭4  | 栃乃若     | 8勝7敗  |        |
| 妙義龍   | 9勝6敗    | 技能賞 | 前頭5  | 豊響       | 7勝8敗  |        |
| 嘉風     | 9勝6敗    |        | 前頭6  | 旭天鵬     | 9勝6敗  |        |
| 阿覧     | 8勝7敗    |        | 前頭7  | 碧山       | 6勝9敗  |        |
| 松鳳山   | 8勝7敗    |        | 前頭8  | 栃煌山     | 11勝4敗 |        |
| 栃ノ心   | 10勝5敗   |        | 前頭9  | 大道       | 6勝9敗  |        |
| 時天空   | 11勝4敗   |        | 前頭10 | 臥牙丸     | 12勝3敗 | 敢闘賞 |
| 富士東   | 7勝8敗    |        | 前頭11 | 佐田の富士 | 8勝7敗  |        |
| 芳東     | 3勝12敗   |        | 前頭12 | 土佐豊     | 4勝11敗 |        |
| 千代の国 | 9勝5敗1休 |        | 前頭13 | 天鎧鵬     | 8勝7敗  |        |
| 隆の山   | 6勝9敗    |        | 前頭14 | 磋牙司     | 5勝10敗 |        |
| 朝赤龍   | 9勝6敗    |        | 前頭15 | 旭秀鵬     | 3勝12敗 |        |
| 魁聖     | 5勝10敗   |        | 前頭16 | 鳰の湖     | 5勝10敗 |        |

## 優勝争い
新大関稀勢の里は4日目に初黒星。序盤5日間終わって全勝は横綱白鵬、大関把瑠都、琴欧洲、日馬富士の4人で、それを1敗で7人が追う展開となった。日馬富士は6日目、琴欧洲は7日目にそれぞれ土がつき、中日終了時点では全勝2人、1敗2人の展開になった。翌9日目に1敗の琴欧洲は日馬富士に敗れて2敗に後退したが、10日目に白鵬が関脇鶴竜に敗れて初黒星を喫し、把瑠都が単独トップで1敗2人という展開となった。
11日目は1敗の白鵬と稀勢の里の直接対決が組まれて押し出しで白鵬が勝ったが、12日目に白鵬は日馬富士に送り出しで敗れて2敗へと後退し、把瑠都は稀勢の里を叩き込み、全勝を守った。13日目、把瑠都が勝って白鵬が負ければ把瑠都の初優勝が決まるという展開になった。13日目、先に土俵にあがった把瑠都は大関琴奨菊に勝って13戦全勝。結びで白鵬は琴欧洲に敗れて3敗に後退したため、この時点で把瑠都の初優勝が決まった。把瑠都はその後14連勝まで伸ばし、千秋楽は白鵬に敗れて全勝優勝はならず、14勝1敗となった。
優勝次点は12勝3敗の白鵬と臥牙丸。

## 各段優勝 ・三賞
- 幕内最高優勝　把瑠都凱斗　14勝1敗（初）
  - 殊勲賞　鶴竜力三郎　10勝5敗（初）
  - 敢闘賞　臥牙丸勝　12勝3敗（初）
  - 技能賞　妙義龍泰成　9勝6敗（初）
- 十両優勝　千代大龍秀政　13勝2敗
- 幕下優勝　佐久間山貴之　6勝1敗
- 三段目優勝　琴河津大飛　7戦全勝
- 序二段優勝　大翔虎瞳　7戦全勝
- 序ノ口優勝　剛士港　7戦全勝

## トピック
- 千秋楽に元関脇の栃乃洋が現役を引退した。引退後は年寄竹縄を襲名し、春日野部屋付き年寄として後進の指導に当たることとなった。[1]
- 場所後の2012年2月29日に元幕内の濵錦が現役を引退した。現役時代は追手風部屋の所属だったが、年寄春日山を襲名して同門の春日山部屋を継承することになった。[2]